# Drimia hockii
Drimia hockii är en sparrisväxtart som beskrevs av De Wild. Drimia hockii ingår i släktet Drimia och familjen sparrisväxter.
Artens utbredningsområde är Kongo-Kinshasa. Inga underarter finns listade i Catalogue of Life.